# Échenoz-la-Méline
Échenoz-la-Méline é uma comuna francesa na região administrativa de Borgonha-Franco-Condado, no departamento de Alto Sona. Estende-se por uma área de 8,09 km². Em 2010 a comuna tinha 3 316 habitantes (densidade: 409,9 hab./km²).